# Centro Universitário de Caratinga
O Centro Universitário de Caratinga (UNEC) é uma universidade privada situada nas cidades de Caratinga e Nanuque, estado de Minas Gerais.

## Informações Gerais
O UNEC é mantido pela Fundação Educacional de Caratinga (FUNEC), que se define como uma instituição pública de direito privado. A sede está situada no centro da cidade de Caratinga.

## Histórico
A FUNEC foi fundada em 1963 pela Lei Estadual 2.825, de 07/02/63 (como Universidade de Caratinga), instituída pelo Decreto Estadual 8.734, de 27/09/65 e reconhecida de utilidade pública pela Lei Municipal 638/70 e pela Lei Estadual 5.759/71. A instituição se integrou ao sistema estadual. Porém, em 1990, optou por extinguir esses vínculos. Em 1975, passaram a ser oferecidos os cursos de licenciatura de Letras, História, Matemática e Pedagogia. A pós-graduação Lato sensu iniciou-se em 1995. A partir dessa época várias outras graduações foram abertas.